# Ū

Ū, ū는 라트비아어 및 리투아니아어의 문자이다.
- 라트비아어에서는 30번째 문자, 리투아니아어에서는 28번째 문자에 해당된다.
- 모두 /uː/ 소리를 낸다.
- 기타 마오리어, 라틴어, 일본어 등은 U의 장음에 대한 것이다.
- 만주어의 로마자 표기법인 묄렌도르프 표기법에서는 근후설 원순 근고모음(/ʊ/)을 나타내는 데 쓰인다. 가끔 v로 쓰기도 한다.

## 관련 문자
- Āā
- Īī
- Ōō
- Ēē